# Callistosporium luteo-olivaceum
Callistosporium luteo-olivaceum é uma espécie de fungo agárico pertencente à família Tricholomataceae, da ordem Agaricales. Foi originalmente descrita como Agaricus luteo-olivaceus por Miles Joseph Berkeley e Moses Ashley Curtis em 1859. Rolf Singer transferiu a espécie para o gênero Callistosporium em 1946. O fungo tem uma extensa sinonímia. Embora seja raro, a espécie é amplamente distribuída em áreas temperadas e tropicais da Europa e da América do Norte. Em 2014, foi relatado o crescimento em florestas de pinheiros no oeste do Himalaia, no Paquistão.